# Praxinoscope à projection
Pour les articles homonymes, voir Praxinoscope (homonymie).
 (juillet 2017).
Si vous disposez d'ouvrages ou d'articles de référence ou si vous connaissez des sites web de qualité traitant du thème abordé ici, merci de compléter l'article en donnant les références utiles à sa vérifiabilité et en les liant à la section « Notes et références ».

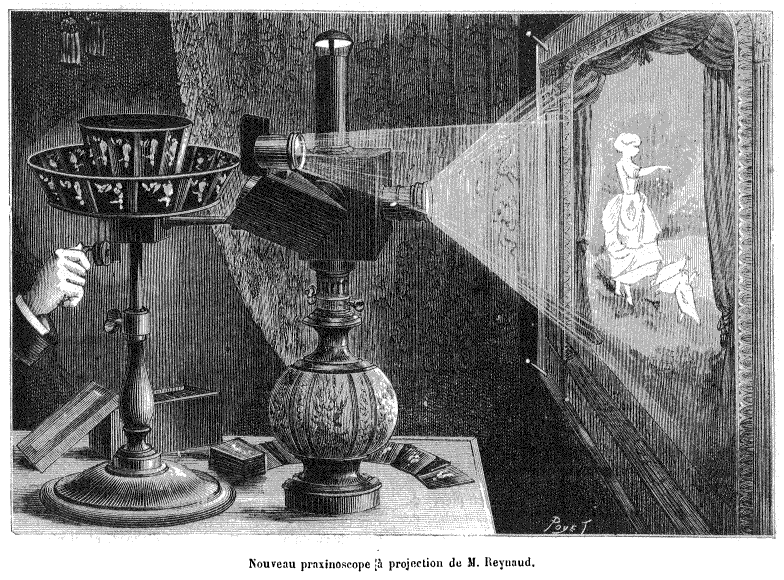
Le praxinoscope à projection

En 1880, Émile Reynaud invente le praxinoscope à projection c'est un jouet optique qui permet de projeter sur un écran des personnages en mouvement et un décor fixe en fonctionnant sur le principe de la compensation optique. Il reprend les bases du praxinoscope-théâtre, c’est-à-dire des personnages animés à l'intérieur d'un décor fixe, mais Émile Reynaud, en ajoutant la projection, corrige une limite importante du praxinoscope-théâtre dont l'animation n'est visible que par un unique spectateur à la fois. 

## Fonctionnement
La projection est obtenue par une lanterne magique légèrement modifiée puisqu'elle utilise une source lumineuse dans un boîtier sur lequel sont montés deux systèmes optiques. Le premier projette le décor fixe (en transparence sur plaque de verre à la manière d'une lanterne magique traditionnelle) et le second projette les personnages animés. Les personnages sont dessinés en transparence sur des plaques de verre reliées entre elles. Un fond noir opaque entoure les personnages, afin que ceux-ci se détachent parfaitement sur le décor. Enfin, la série de plaques de verre et les miroirs présentent une inclinaison permettant au faisceau lumineux d'orienter les images vers l'écran. 
Souvent confondu avec le théâtre optique, le praxinoscope à projection est la dernière évolution du praxinoscope vers le théâtre optique mais il ne propose encore au spectateur que la vision d'un mouvement cyclique.